# Distillerie Morand
 (juillet 2022).
La mise en forme du texte ne suit pas les recommandations de Wikipédia : il faut le « wikifier ».
Les points d'amélioration suivants sont les cas les plus fréquents. Le détail des points à revoir est peut-être précisé sur la page de discussion.
- Les titres sont pré-formatés par le logiciel. Ils ne sont ni en capitales, ni en gras.
- Le texte ne doit pas être écrit en capitales (les noms de famille non plus), ni en gras, ni en italique, ni en « petit »…
- Le gras n'est utilisé que pour surligner le titre de l'article dans l'introduction, une seule fois.
- L'italique est rarement utilisé : mots en langue étrangère, titres d'œuvres, noms de bateaux, etc.
- Les citations ne sont pas en italique mais en corps de texte normal. Elles sont entourées par des guillemets français : « et ».
- Les listes à puces sont à éviter, des paragraphes rédigés étant largement préférés. Les tableaux sont à réserver à la présentation de données structurées (résultats, etc.).
- Les appels de note de bas de page (petits chiffres en exposant, introduits par l'outil «  Source ») sont à placer entre la fin de phrase et le point final[comme ça].
- Les liens internes (vers d'autres articles de Wikipédia) sont à choisir avec parcimonie. Créez des liens vers des articles approfondissant le sujet. Les termes génériques sans rapport avec le sujet sont à éviter, ainsi que les répétitions de liens vers un même terme.
- Les liens externes sont à placer uniquement dans une section « Liens externes », à la fin de l'article. Ces liens sont à choisir avec parcimonie suivant les règles définies. Si un lien sert de source à l'article, son insertion dans le texte est à faire par les notes de bas de page.
- La présentation des références doit suivre les conventions bibliographiques. Il est recommandé d'utiliser les modèles {{Ouvrage}}, {{Chapitre}}, {{Article}}, {{Lien web}} et/ou {{Bibliographie}}. Le mode d'édition visuel peut mettre en forme automatiquement les références.
- Insérer une infobox (cadre d'informations à droite) n'est pas obligatoire pour parachever la mise en page.

Pour une aide détaillée, merci de consulter Aide:Wikification.
Si vous pensez que ces points ont été résolus, vous pouvez retirer ce bandeau et améliorer la mise en forme d'un autre article.
Pour les articles homonymes, voir Morand.
Morand est une distillerie, créée en 1889 par Louis Morand et Auguste Morand et située sur la commune de Martigny, dans le canton du Valais, en Suisse.
Elle produit notamment des spiritueux, comme la Williamine, une eau-de-vie à base de poires Williams, ou l'abricotine, aux abricots de Luizet dans le Valais. La distillerie produit également de nombreux sirops.

## Histoire

### Création et début
Louis Morand, âgé de 22 ans, ouvre une distillerie en 1889 à Martigny-Combe, en Valais. Associé à son frère Auguste, il reprend, une année plus tard, l'entreprise à son nom,.
Situé dans une région viticole, entre Martigny-Croix, Plan-Cerisier et le Sommet-des-Vignes, Louis Morand distille du marc de raisin, des produits à base de plantes locales comme l’absinthe et le génépi, des liqueurs fines, du vermouth et différentes eaux-de-vie.
La Liqueur du Simplon, renommée plus tard en Liqueur du Grand-Saint-Bernard, permet à la distillerie de se faire connaître.

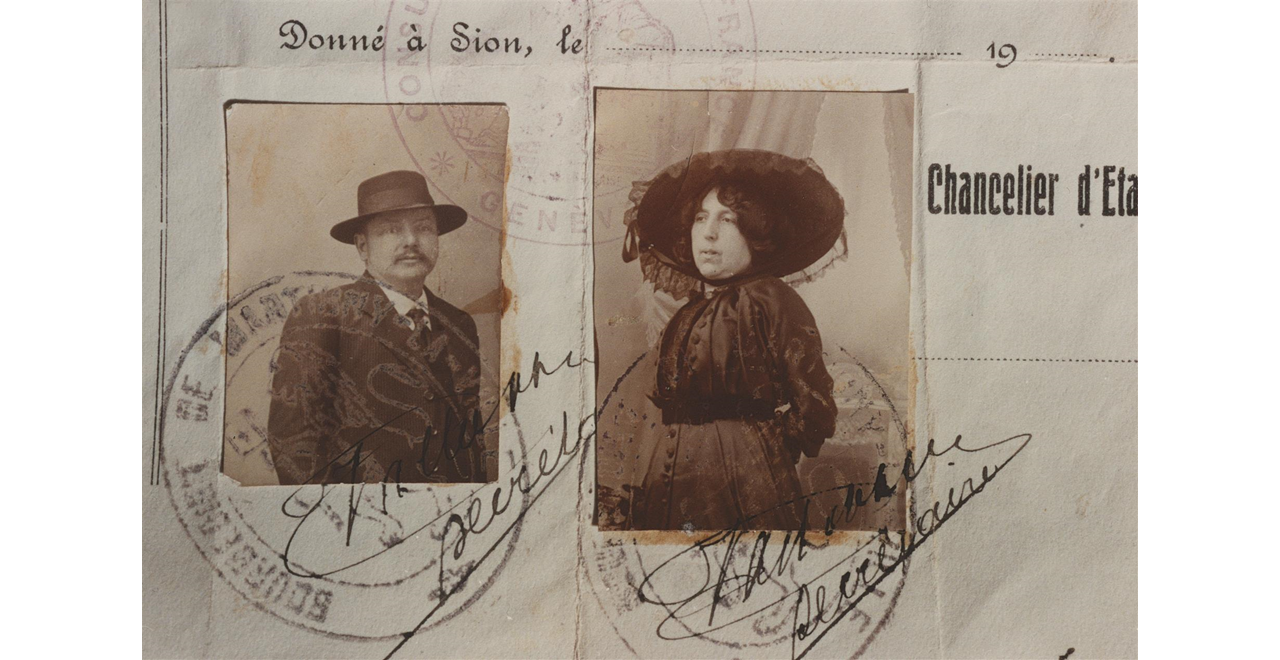

### Industrialisation et grande distribution
L'entreprise familiale devient, sous la direction d’André Morand, fils de Louis Morand, une entreprise industrielle. Il agrandit la gamme de liqueurs, de sirops et de limonades et développe la distribution de boissons. Il crée la Williamine, une eau-de-vie fabriquée uniquement à base de poires Williams. La marque, qui devient un succès commercial, est déposée en 1953.

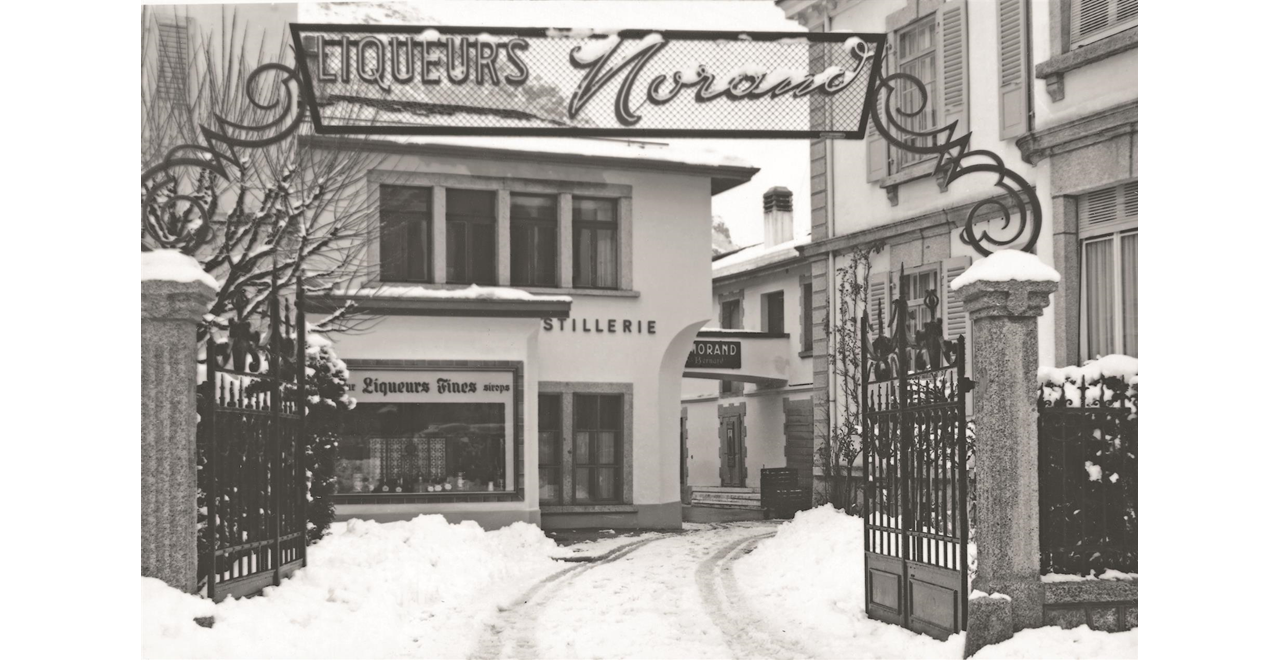

### Williamine
Louis Morand reprend la distillerie dont l'évolution est amorcée par son père. Il développe les marchés et le réseau des agents étrangers. La Williamine est et les autres produits de l’entreprise sont diffusés à plus large échelle.

### La4egénération de Morand
La reprise de la quatrième génération se fait à une période de conjoncture délicate, de baisse de la consommation et d'une modification très importante des taxes sur l'alcool, mettant produits étrangers et produits autochtones au même niveau. Peu de distilleries survivent à la concurrence étrangère. En 2004, l’entreprise doit se restructurer et conquérir de nouveaux marchés. Une direction externe est mise en place en 2008, la famille Morand demeurant toujours très présente dans l’opérationnel et le conseil d’administration,.

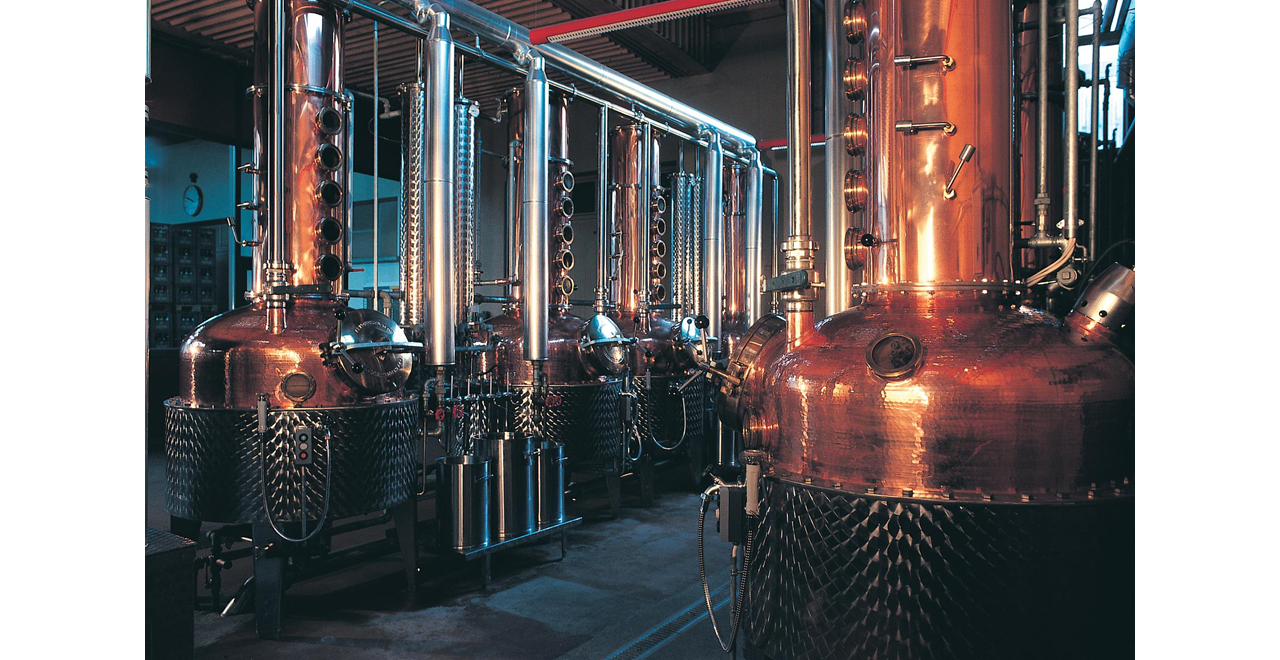

En 2021, Morand modernise les étiquettes et les recettes de ses sirops. Ces derniers réalisent près de la moitié du chiffre d'affaires de l'entreprise en 2023.